# Microcotyle sebastis
Microcotyle sebastis är en plattmaskart. Microcotyle sebastis ingår i släktet Microcotyle och familjen Microcotylidae. Inga underarter finns listade i Catalogue of Life.